# 25050 Michmadsen
25050 Michmadsen (provisional designation: 1998 QN50) là một tiểu hành tinh vành đai chính. Nó được phát hiện bởi Nhóm nghiên cứu tiểu hành tinh gần Trái Đất phòng thí nghiệm Lincoln project ở Socorro, New Mexico ngày 17 tháng 8 năm 1998. Nó được đặt theo tên Michael Kaergaard Madsen.